# Тейлор Твеллмен
Тейлор Тімоті Твеллмен (англ. Taylor Twellman; нар. 29 лютого 1980, Міннеаполіс, США) — колишній американський футболіст, нападник, відомий за виступами за «Нью-Інгленд Революшн» і збірної США.
Після закінчення кар'єри працює футбольним аналітиком на каналі ESPN.

## Клубна кар'єра

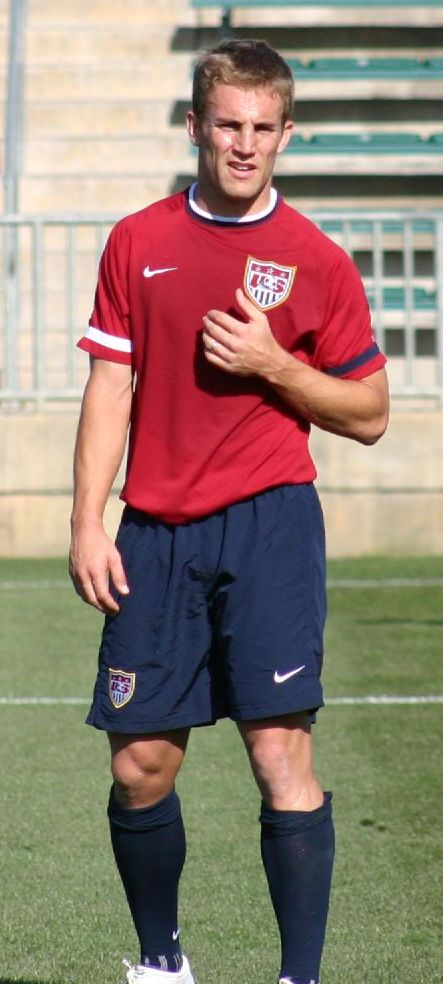
Твеллмен на тренуванні збірної США

Тейлор навчався в середній школі при Університеті Сент-Луїса, де займався американським футболом, баскетболом, бейсболом та футболом. Йому навіть пропонував контракт бейсбольний клуб «Канзас-Сіті Роялс», але Твеллмен вибрав футбол. У 1998 році він почав виступати за команду «Мерріленд Террапінс».
У 1999 році Тейлор перейшов в німецький клуб «Мюнхен 1860». Він не зміг пробитися в основний склад, виступаючи за резервну команду і після двох сезонів повернувся в США. У 2002 році Твеллмен уклав контракт з «Нью-Інгленд Революшн». У першому ж сезоні став футболістом основи і зарекомендував себе, як один з найкращих футболістів MLS. У сезоні 2003 року Тейлор незважаючи на травми забив 15 м'ячів і став другим у списку бомбардирів.
У 2005 році Твеллмен забив 17 м'ячів і став найкращим бомбардиром ліги, а також був визнаний найціннішим футболістом. На початку 2007 року норвезький «Одд Гренланд» пропонував за нього 1,2 млн доларів, але «Революшн» відхилив пропозицію. У лютому того ж року Тейлор продовжив свій контракт на 4 роки. У 2007 році Твеллмен допоміг клубу виграти Кубок Ламара Ганта, а також дійти до фіналу Кубка MLS.
У січні 2008 року англійський «Престон Норт-Енд» пропонував за Тейлора 2,5 млн доларів, але «Революшн» відхилив пропозицію всупереч бажанням футболіста. У тому ж році він допоміг команді домогтися перемоги в Північноамериканській суперлізі. Другу половину сезону і більшу частину сезону 2009 року Твеллмен пропустив через травму. Він отримав серйозну травму шиї і струс мозку. В кінці сезону 2010 року він оголосив про закінчення кар'єри через травму голови. Тейлор погодився пожертвувати свій мозок науці після своєї смерті, щоб допомогти науці розробити засіб по боротьбі з такими травмами.

## Міжнародна кар'єра
У 1999 році Тейлор брав участь у молодіжному чемпіонаті світу. На турнірі він забив чотири голи в поєдинках проти збірних Камеруну та Іспанії.
17 листопада 2002 року в товариському матчі проти збірної Сальвадору Твеллмен дебютував за збірну США. У 2003 році Тейлор у складі національної команди взяв участь в Кубку Конфедерацій. На турнірі він зіграв у матчах проти збірних Туреччини і Бразилії.
У 2007 році Твеллмен виграв Золотий кубок КОНКАКАФ у складі збірної США. На турнірі він взяв участь у всіх матчах, а також забив гол у ворота збірної Сальвадору. У тому ж році Тейлор виступав на Кубку Америки.

## Особисте життя
Батько Тейлора Тім і дядьки Стів і Майк також були футболістами та грали в Північноамериканській футбольній лізі, а його брат Джеймс виступав за дубль «Сан-Хосе Ерсквейкс». Дід Тейлора, Джим Делзінг, був професійним бейсболістом та грав у Major League Baseball в 1950-ті роки, а його син, Джей Делзінг, був професійним гольфістом.

## Досягнення
Командні
 «Нью-Інгленд Революшн»
- Північноамериканська суперліга: 2008
- Володар Кубка Ламара Ганта: 2007

Міжнародні
 США
- Бронзовий призер Панамериканських ігор: 1999
- Володар Золотого кубка КОНКАКАФ: 2007

Індивідуальні
- Найцінніший гравець MLS: 2005
- Найкращий бомбардир MLS: 2005